# Stora Abborrtjärnen (Ljusnarsbergs socken, Västmanland)
Stora Abborrtjärnen är en sjö i Ljusnarsbergs kommun i Västmanland och ingår i Norrströms huvudavrinningsområde. Sjön har en area på 0,0751 kvadratkilometer och ligger 210,4 meter över havet.

## Delavrinningsområde
Stora Abborrtjärnen ingår i det delavrinningsområde (663583-145379) som SMHI kallar för Utloppet av Ljusnaren. Medelhöjden är 196 meter över havet och ytan är 37,15 kvadratkilometer. Räknas de 10 avrinningsområdena uppströms in blir den ackumulerade arean 290,79 kvadratkilometer. Rällsälven (Nittälven) som avvattnar avrinningsområdet har biflödesordning 3, vilket innebär att vattnet flödar genom totalt 3 vattendrag innan det når havet efter 254 kilometer. Avrinningsområdet består mestadels av skog (65 procent). Avrinningsområdet har 9,86 kvadratkilometer vattenytor vilket ger det en sjöprocent på 26,5 procent.